# یودایاپور، لومبینی
یودایاپور، لومبینی (به لاتین: Udayapur, Lumbini) یک منطقهٔ مسکونی در نپال است که در Kapilvastu District واقع شده‌است.

## خصوصیات
یودایاپور ۲٬۸۱۴ نفر جمعیت دارد.